# Europese weg 65
De Europese Weg 65 of E65 is een Europese weg die van Malmö in Zweden naar Chaniá op het Griekse eiland Kreta loopt.

## Algemeen
De Europese weg 65 is een klasse A noord-zuid-referentieweg en verbindt het Zweedse Malmö met het Griekse Chaniá. De afstand bedraagt ongeveer 3950 kilometer. De route is door de UNECE als volgt vastgelegd:
| Zweden - Malmö - Ystad Vervolgens met de veerboot naar Polen - Świnoujście - Wolin - Goleniów - Szczecin - Gorzów Wielkopolski - Świebodzin - Zielona Góra - Lubin - Legnica - Jelenia Góra Tsjechië - Harrachov - Železný Brod - Turnov - Mladá Boleslav - Praag - Jihlava - Brno - Břeclav Slowakije - Bratislava |  | Hongarije - Rajka - Mosonmagyaróvár - Csorna - Szombathely - Körmend - Zalaegerszeg - Nagykanizsa - Letenye Kroatië - Goričan - Novi Marof - Zagreb - Karlovac - Rijeka - Senj - Zadar - Šibenik - Split - Metković Bosnië en Herzegovina - Neum Kroatië - Dubrovnik Montenegro - Petrovac - Podgorica - Bijelo Polje |  | Kosovo - Pristina Noord-Macedonië - Skopje - Kičevo - Ohrid - Bitola Griekenland - Niki - Vevi - Kozani - Larissa - Domokos - Lamia - Brallos - Itea - Antirrion ... - Rion - Egion - Korinthe - Tripoli - Kalamáta ... - Kissamos - Chaniá |

Europese wegen:
E4 · E6 · E10 · E12 · E14 · E16 · E18 · E20 · E22 · E45 · E65
Riksvägar:
9 · 11 · 13 · 15 · 17 · 19 · 21 · 23 · 24 · 25 · 26 · 27 · 28 · 29 · 30 · 31 · 32 · 34 · 35 · 37 · 40 · 41 · 42 · 44 · 46 · 47 · 49 · 50 · 51 · 52 · 53 · 55 · 56 · 57 · 61 · 62 · 63 · 66 · 68 · 69 · 70 · 72 · 73 · 75 · 76 · 77 · 83 · 84 · 86 · 87 · 90 · 92 · 94 · 95 · 97 · 98 · 99